# Rezerwat przyrody Wały
Rezerwat przyrody „Wały” – florystyczny rezerwat przyrody położony w południowej Polsce na Wyżynie Miechowskiej (gmina Racławice, powiat miechowski, województwo małopolskie). Znajduje się na gruntach Skarbu Państwa w zarządzie Nadleśnictwa Miechów (leśnictwo Klonów).
Rezerwat położony jest w pobliżu miejscowości Dosłońce, obok przysiółka Dale, na stromym zboczu wzgórz Klonowskich. Obszar rezerwatu zajmuje południowy stok wzgórza.
Rezerwat został utworzony w 1958 roku zarządzeniem Ministra Leśnictwa i Przemysłu Drzewnego z dnia 24 grudnia 1957 roku na powierzchni 5,81 ha. Celem ochrony jest zachowanie ze względów naukowych zbiorowiska pierwotnej roślinności stepowej ze stanowiskiem dziewięćsiła popłocholistnego (Carlina onopordifilia) i innych rzadkich roślin.
Jest to rezerwat ścisły – florystyczny, z zespołem omanu wąskolistnego i ciepłolubnych zarośli Peucedano cervariae-Coryletum. Zbocze wzgórza pokryte jest licznymi gatunkami roślinności stepowej z jednym z czterech w Polsce stanowisk dziewięćsiła popłocholistnego. Występuje tu również miłek wiosenny, zawilec wielkokwiatowy, dziewięćsił bezłodygowy, aster gawędka, len złocisty, len włochaty, ostnica Jana i inne rzadkie gatunki roślin.
Rezerwat częściowo pokrywa się z obszarem siedliskowym sieci Natura 2000 „Wały” PLH120017 o powierzchni 9,25 ha.